# Kickle Cubicle
Kickle Cubicle, ou Meikyū Shima (迷宮島, littéralement "île du Mystère") en japonais, est un jeu vidéo de puzzle développé par Nanao Corporation. Il sort en arcade en juin 1988 (uniquement au Japon), édité par Irem. Il sera adapté deux ans plus tard sur Nintendo Entertainment System. Son gameplay rappelle légèrement la série des Adventures of Lolo.

## Histoire
Un jour, le protagoniste, Kickle, se réveille avec une désagréable surprise : le Roi Sorcier (King Wizard dans le jeu) a gelé tout le paisible monde de Phantasy Land, et emprisonné tous les habitants dans des Dream Bags. Kickle est le seul à avoir été épargné. Il s'en va donc sauver le royaume grâce à son pouvoir magique, un souffle congelant, qu'il utilise pour transformer ses ennemis en blocs de glace qu'il peut ensuite utiliser comme projectiles.

## Système de jeu
Le joueur devra résoudre les énigmes des quatre îles gelées de Phantasy Land, dans un ordre prédéfini. Un Boss conclut chacune des quatre contrées. Une fois vaincu le dernier boss, un "special game" est débloqué, offrant 30 niveaux à la difficulté croustillante.
Le but de chaque niveau est de collecter tous les Dream Bags. Plusieurs types d'ennemis peuplent les stages. Le pouvoir de Kickle lui permet de s'ouvrir un chemin dans l'eau ou de vaincre ces ennemis en leur jetant des blocs de glace ou en les enfermant. Kickle peut aussi créer un pilier de glace devant lui, très utile en tant que bouclier ou pour freiner la course d'un bloc.

## Différences entre les versions
- Dans la version japonaise, les ennemis sont parfois plus nombreux et le thème principal est 1.5 fois plus rapide.
- En outre, les Américains et les Européens se sont vus ôter l'un des avantages de la version japonaise : celui de choisir l'ordre des stages dans une même île.